# Léon Poirier
Louis Marie Léon Alfred Poirier (* 25. August 1884 in Paris; † 27. Juni 1968 in Urval) war ein französischer Filmregisseur und Drehbuchautor.

## Leben und Wirken
Der Neffe der Malerin Berthe Morisot wuchs nach dem frühen Tod seiner Mutter bei seiner Großmutter auf. Als Jugendlicher reichte er bei der Comédie-Française ein Versdrama ein, dessen Aufführung jedoch abgelehnt wurde. 1910 beteiligte er sich an Forzon et Wichelers Produktion des Stücks Le mariage de Mademoiselle Beulemans am Théâtre de la Renaissance mit den Schauspielern Hélène Dieudonné und Jules Berry. Im Folgejahr übernahm er die Leitung des Comédie des Champs Elysées und produzierte dort En douce, eine Revue mit Mistinguett, ging aber 1912 mit dem Unternehmen in Konkurs.
Anfang 1914 lud ihn der Filmproduzent Léon Gaumont ein, mit ihm Filme zu drehen. Wegen des Ausbruchs des Ersten Weltkrieges entstanden jedoch nur einige Kurzfilme. Poirier, wegen einer Lungenschwäche nicht mobilisiert, meldete sich freiwillig zum Kriegsdienst und erlebte den Krieg im militärischen Transportdienst. 1919 wurde er im Rang eines Leutnants demobilisiert.
Gaumont machte ihn nun zum künstlerischen Leiter seines Filmstudios, und in den folgenden Jahren drehte er Filme wie Le penseur (1920), Jocelyn (1922, nach Alphonse de Lamartine), L’ affaire du courrier de Lyon (1923) und La Brière (1924, nach Alphonse de Châteaubriant). Die weiblichen Hauptrollen in diesen Filmen spielte die bis dahin unbekannte Schauspielerin Laurence Myrga.
Auf Einladung von Georges-Marie Haardt, dem Verwaltungschef der Société Anonyme André Citroën, nahm Poirier an einer Afrikaexpedition, der Croisière Noire, von Algerien bis Madagaskar teil. Ergebnis war der Dokumentarfilm La croisière noire („Das schwarze Geschlecht“), der 1926 in der Opéra de Paris vorgeführt wurde. Seine Erlebnisse im Ersten Weltkrieg verarbeitete Poirier in dem Film Verdun, das Heldentum zweier Völker (Verdun, visions d’Histoire) (1928) mit Albert Préjean in der Hauptrolle. Eine Tonfassung, dieses Mal mit Paul Amiot, entstand 1931 unter dem Titel Verdun, souvenirs d’histoire.
1930 kehrte Poirier nach Madagaskar zurück und drehte dort den Film Caïn, aventures des mers exotiques, eine moderne Robinsonade, der als zu intellektuell galt und nur wenig Erfolg hatte. Die Teilnahme an der Croisière Jaune lehnte er auf Grund seiner schwachen Gesundheit ab, war jedoch maßgeblich an der Fertigstellung von André Sauvages Dokumentation über die Reise beteiligt. Autopolis, ein zur selben Zeit entstandener Dokumentarfilm über die Automontage, galt als verschollen und wurde erst 2021 wiederentdeckt.
Mit Unterstützung von Marcel Michelin, dem Sohn des Industriellen André Michelin, konnte Poirier 1935 sein wichtigstes Projekt verwirklichen, einen Film über den 1916 in Algerien ermordeten Pater Charles de Foucauld. L’appel du silence mit Jean Yonnel wurde 1926 in Frankreich uraufgeführt und wurde ein internationaler Erfolg.
1937 entstand Soeurs d’armes, ein weiterer Film über den Ersten Weltkrieg. Mit Unterstützung des französischen Kolonialministeriums drehte Poirier 1939 Brazza ou l’épopée du Congo. In der Zeit des Zweiten Weltkrieges realisierte er nur einen Film, Jeannou, mit Michèle Alfa und Thomy Bourdelle. In seinem letzten Film, La route inconnue (1948), wandte er sich nochmals dem Leben von Père Foucauld zu. Danach zog er sich mit seiner Frau nach Urval, einem Dorf in der Dordogne zurück, wo er 1968 starb.